# Наталін (гміна Ужендув)
Наталін (пол. Natalin) — село в Польщі, у гміні Ужендув Красницького повіту Люблінського воєводства.
Населення — 98 осіб (2011).
У 1975-1998 роках село належало до Люблінського воєводства.

## Демографія
Демографічна структура станом на 31 березня 2011 року:
|          | Загалом | Допрацездатний вік | Працездатний вік | Постпрацездатний вік |
| -------- | ------- | ------------------ | ---------------- | -------------------- |
| Чоловіки | 44      | 7                  | 35               | 2                    |
| Жінки    | 54      | 12                 | 31               | 11                   |
| Разом    | 98      | 19                 | 66               | 13                   |